# Mickaël Barreto
Mickaël Barreto (Parijs, 18 januari 1991) is een Frans voetballer die speelt als middenvelder voor AC Ajaccio.
In augustus 2022 maakte hij als speler van AC Ajaccio zijn debuut in de Ligue 1, na gedurende het grootste deel van zijn loopbaan in de Ligue 2 gespeeld te hebben. 

## Carrière
Baretto werd geboren op 18 januari 1991 in Parijs en kwam via US Torcy terecht in de jeugdopleiding van Troyes AC. Het was bij de Trojaanse club dat Barreto zijn debuut maakte op de velden van National en Ligue 2. Troyes leende hem meerdere malen uit om ervaring op te doen. Zo speelde hij op huurbasis voor Fréjus Saint-Raphaël, AS Cannes en US Avranches. Bij laatstgenoemde club brak hij door en scoorde hij in het seizoen 2014/15 7 goals (5 assist) in 27 wedstrijden. Dit trok de aandacht van US Orléans. 
Michaël Barreto sloot het volgende seizoen (2015/16) aan bij US Orléans. Hij speelde 33 wedstrijden en scoorde 5 keer. US Orléans promoveerde naar de Ligue 2 voordat hij aan het einde van het seizoen zijn contract verlengde. Na een uitstekent seizoen 2016-2017 bij US Orléans werd hij door de supporters van de club verkozen tot speler van het seizoen.
Daarna legde hij zich vier jaar vast bij Ligue 2-club AJ Auxerre tijdens de zomerse transferperiode 2017-2018. Eind juni 2017 raakte hij ernstig geblesseerd aan zijn enkel tijdens het trainingskamp van AJ Auxerre in Le Touquet. Hij zou vier tot vijf maanden uit de roulatie zijn volgens zijn trainer Francis Gillot. Hij keerde terug op het veld op 6 januari 2018 tijdens een wedstrijd in de 32e finale van de Coupe de France tussen AJ Auxerre en SC Schiltigheim, waar hij in de 51e minuut de score opende.
Op 16 maart 2018, tijdens de dertigste speeldag van de Ligue 2 tegen Quevilly-Rouen, werd Barreto in de 81e minuut van het veld gestuurd door een gevecht met zijn teamgenoot Pierre-Yves Polomat. Na deze actie werd hij uit voorzorg ontslagen voor een periode van 8 dagen. Op 31 maart 2018 maakte AJ Auxerre de sanctie bekend: hij werd voor 15 dagen onbetaald ontslagen en keerde begin mei terug in de groep. De club besloot ook, in samenspraak met Michaël Barreto, om hem maatschappelijk werk te laten verrichten met jonge voetballers uit de regio. Het salaris dat hij tijdens zijn ontslag zou ontvangen, werd geschonken aan drie lokale verenigingen.